# Eloeophila serrulata
Eloeophila serrulata är en tvåvingeart som först beskrevs av Alexander 1932.  Eloeophila serrulata ingår i släktet Eloeophila och familjen småharkrankar. Inga underarter finns listade i Catalogue of Life.